# Milcao

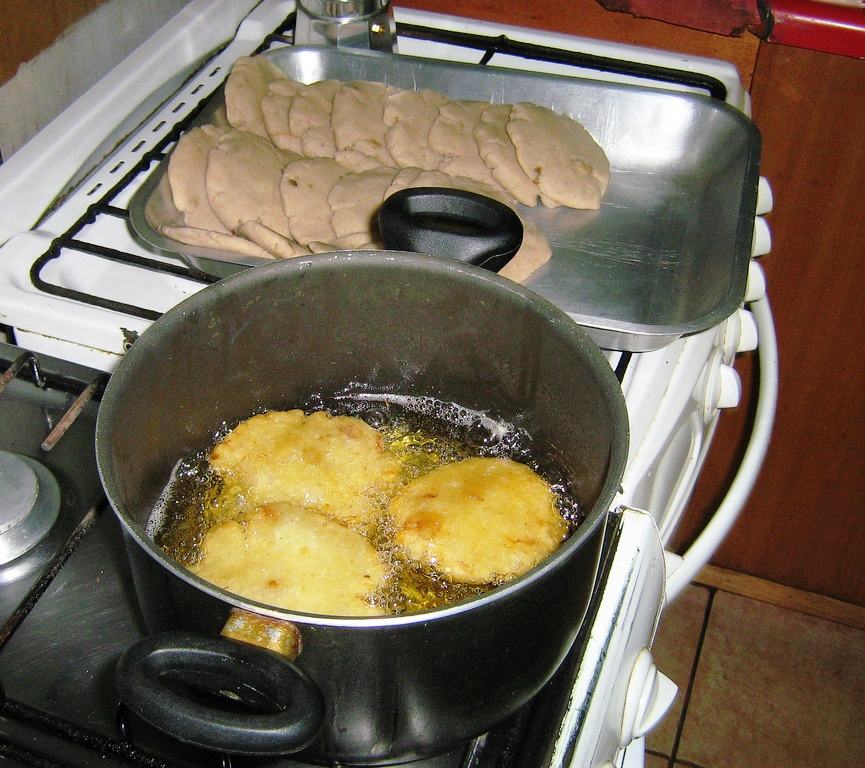
Au premier plan, milcaos frits, en arrière milcaos crus.

Le milcao ou melcao, appelé aussi par hypercorrection milcado, est un mets traditionnel de l'île de Chiloé (Chili), qui se prépare en mélangeant des pommes de terre crues et cuites et d'autres ingrédients. C'est un élément important du curanto et du lloco, qui apparaît fréquemment dans le folklore chilote, dans des chansons et charades. L'émigration de nombreuses familles de Chiloé vers la Patagonie dans la seconde moitié du XIXe siècle et au cours du XXe siècle, aida à la diffusion de ce plat dans le sud du Chili et en Argentine.

## Préparation
L'ingrédient principal des milcaos est la pomme de terre dont il existe à Chiloé des variétés indigènes qui servent spécifiquement à préparer ces mets. Une partie des pommes de terre est cuite et écrasée, tandis que l'autre, plus de la moitié, est râpée et pressée ou mélangée directement.
Les méthodes pour râper les pommes de terre varient depuis un simple morceau de pierre ponce jusqu'à des machines à moteur qui permettent de râper plusieurs kilogrammes de pommes de terre en peu de temps. La pomme de terre râpée est filtrée à l'aide d'un torchon et pressée fortement pour en extraire l'eau, bien qu'on considère qu'il vaut mieux qu'elle ne soit pas complètement sèche.
De cette manière on forme les milcaos colados (milcaos filtrés), façon la plus fréquente de les préparer. L'eau filtrée contient de l'amidon dissous et sert après décantation à obtenir le chuño, appelé aussi lío.
De leur côté, les boulettes de pomme de terre pressée, qui prennent une couleur rougeâtre à cause de l'oxydation, sont pétries avec les pommes de terre cuites. On ajoute du sel et du beurre et on les forme en disques en les tenant dans la paume d'une main et en les frappant avec l'autre.

## Variantes

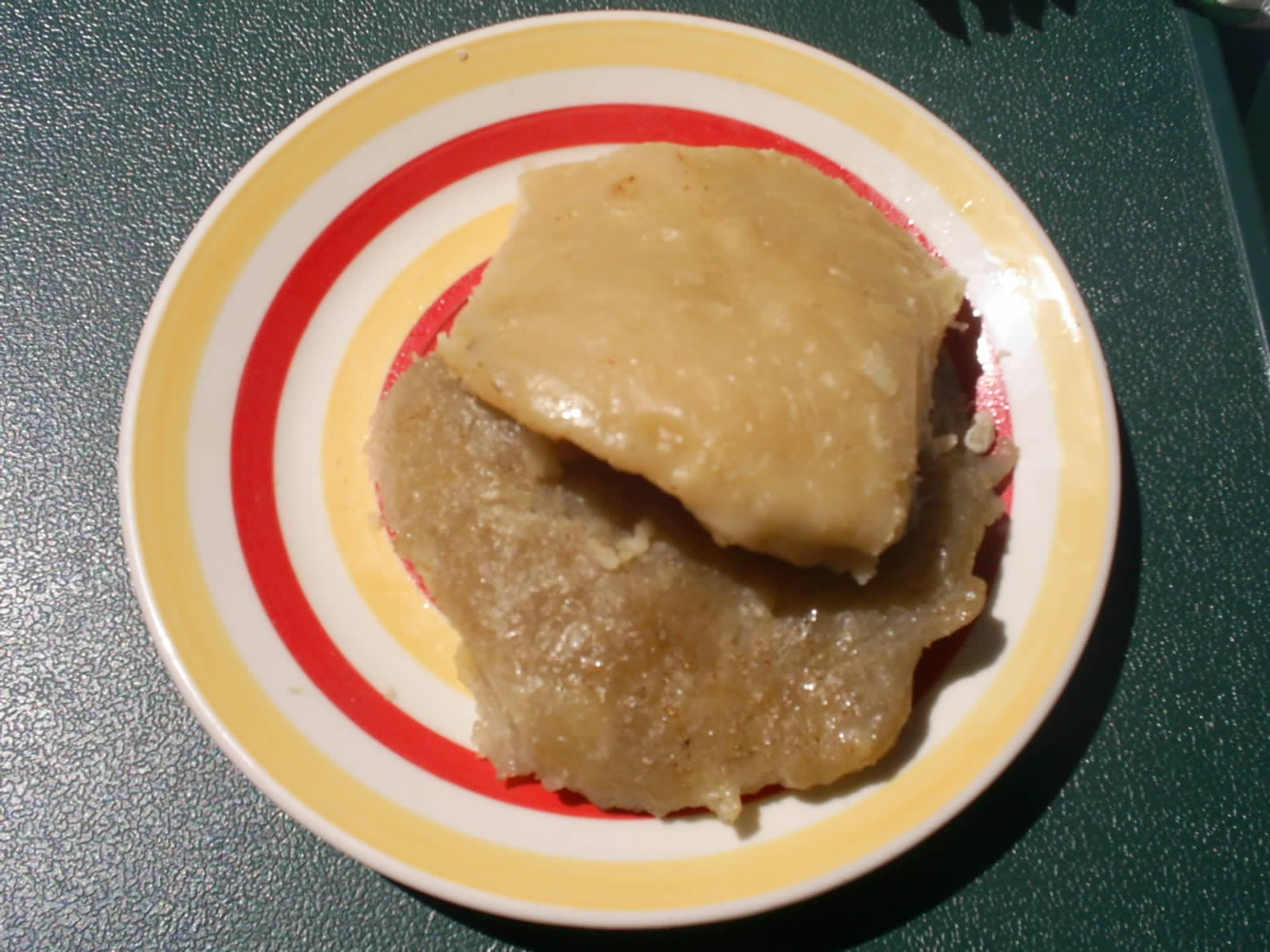
Milcaos de curanto.

La plupart des milcaos sont salés et on y ajoute des rillons (morceaux de viande et gras de porc), mais il en existe aussi des variantes sucrées ou neutres.
- Milcaos de horno et milcaos fritos : ce sont les formes habituelles de préparation. Ils peuvent contenir  des rillons  insérés dans la pâte ou en être farcis à la façon d'une empanada. L'extérieur est de couleur café rougeâtre et l'intérieur est gris.

- Milcaos de curanto : ils se cuisent à la vapeur dans une des couches supérieures du curanto, recouverts de branches d'avellano (noisetier chilien, Gevuina avellana) et de pangues (Gunnera tinctoria). Ils ont une couleur gris violacé foncé et leur goût vient en partie des feuilles d'accompagnement. Ils sont moins courants du fait de la complexité de préparation du curanto.

- Milcaos pelados ou baemes : ce sont des milcaos bouillis qui se consomment sucrés avec du miel ou du sucre. Beaucoup de personnes les rejettent à cause de leur couleur grise et de leur consistance baveuse.

- Milcaos de chuño : ils diffèrent des précédents en ce que les pommes de terre râpées sont remplacées par le chuño obtenu lors de la préparation de ces dernières. Ils sont frits et ont une couleur gris jaunâtre à l'extérieur et gris brillant à l'intérieur. Si on les fait bouillir, ils s'appellent baemes et peuvent se consommer sucrés.